# Les Coteaux (kommun)
Les Coteaux är en kommun och tätort (centre de population) i provinsen Québec i Kanada. Den ligger i regionen Montérégie, i den sydöstra delen av landet, 120 km öster om huvudstaden Ottawa.